# Gratangen

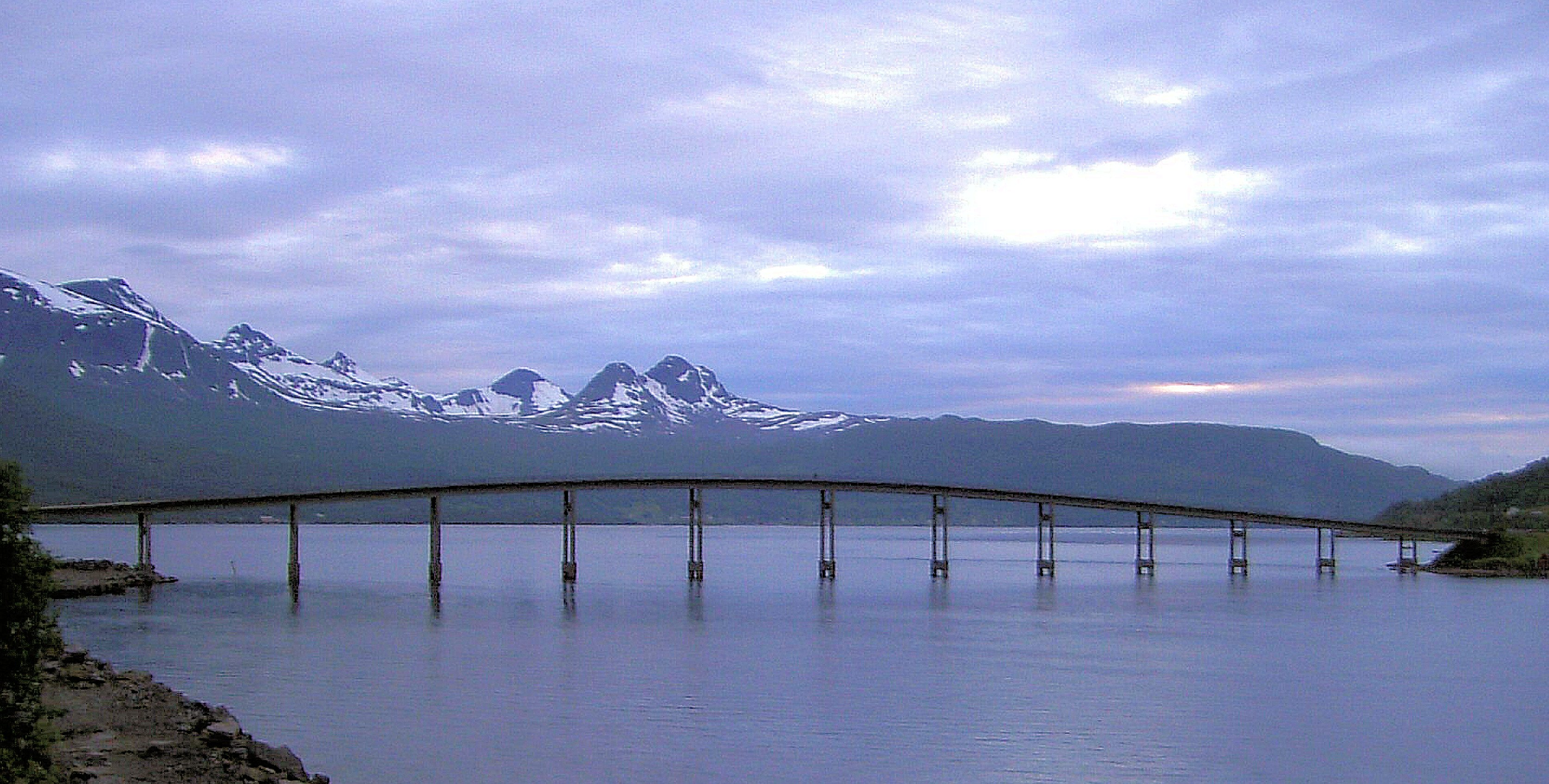
Gratangen vid Årsteinbron.

Gratangen (nordsamiska: Rivtták) är en fjord i Gratangens kommun i Troms fylke i norra Norge. Den krokiga fjorden är cirka 23 kilometer lång och skär åt sydöst in i landet från Astafjorden, på östra sidan av ön Rolla. Den är en till två kilometer bred utanför kommunens centralort Årstein. Här smalnar fjorden av och längre in är den mindre än en kilometer bred. Denna innersta del av fjorden kallas Gratangsbotn.